# Альфред Ахерманн
Альфред Ахерманн (17 липня 1959) — швейцарський велогонщик.
Срібний призер Олімпійських Ігор 1984 року в роздільній командній гонці.